# 디레일드 (2002년 영화)
디레일드(Derailed)는 미국에서 제작된 밥 미시오로브스키 감독의 2002년 액션 영화이다. 장 끌로드 반담 등이 주연으로 출연하였고 보즈 데이비슨 등이 제작에 참여하였다.

## 출연

### 주연
- 장 끌로드 반담

### 조연
- 토마스 아라나
- 로라 해링
- 수잔 기브니
- 루시 제너

## 제작진
- 공동제작: 스콧 풋먼
- 공동제작: 캐시 브레이턴
- 음향: 디시 마코브스키
- 미술: 카를로스 다 실바
- 특수효과: 스콧 콜터
- 배역: 샤나 랜스버그